# 托乎提·亚克夫
托乎提·亞克夫（維吾爾語：توختى ياقۇپ‎，拉丁维文：Toxti Yaqup，1962年10月—），男，維吾爾族，新疆拜城人，在職研究生學歷。1984年8月參加工作，1991年6月加入中國共產黨。

## 生平
工作生涯開始於新疆維吾爾自治區財政廳，曾任財政廳副廳長、黨組成員，也曾擔任新疆維吾爾自治區社會組織工作委員會副書記、新疆維吾爾自治區老齡工作委員會辦公室主任。2011年7月，獲任命為新疆維吾爾自治區民政廳廳長。2020年6月，接替吐遜江·艾力成為新疆維吾爾自治區人民政府秘書長。2021年2月，当选为新疆维吾尔自治区人大常委会副主任。